# Teabagging

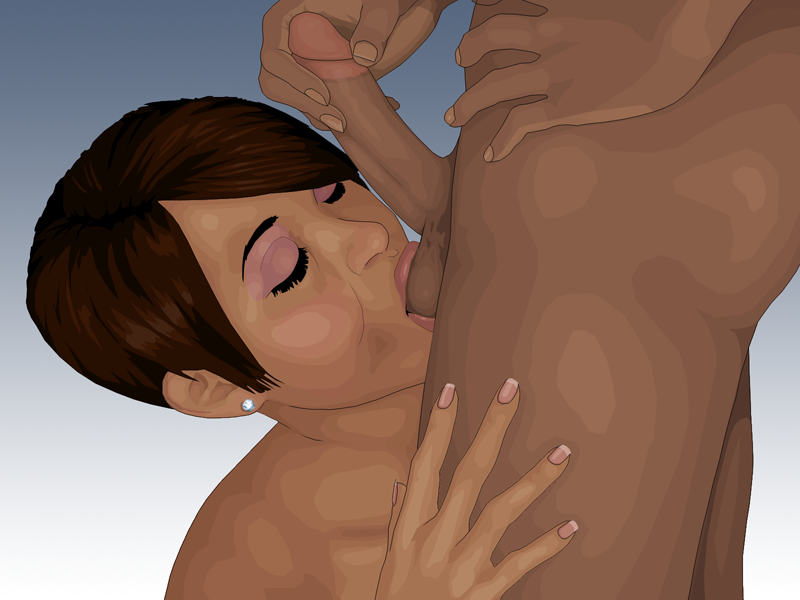
Una mujer practicando teabagging

Teabagging es un argot para el acto sexual en el que un hombre coloca su escroto en la boca de su compañero o compañera sexual por placer, o en la cara o cabeza de otra persona, a veces como recurso de comedia.
El nombre de la práctica, cuando se realiza en un movimiento dentro-y-fuera de manera repetida, es derivado de su parecido al acto de sumergir una bolsa de té en una taza de agua caliente a manera de remojo. Como forma de sexo sin penetración,  puede ser realizado para su propio disfrute o como juego sexual.

## Sexo oral
Junto con el pene, el escroto es sensible y es considerado una zona erógena. Esto hace a los varios grados de estimulación una parte integral del sexo oral para muchos hombres. Mientras algunos hombres pueden disfrutar la estimulación, no todo hombre responde a ella.  Expertos de sexo han alabado varias técnicas que el practicante puede utilizar durante la felación para aumentar el placer de su compañero. Estas incluyen chupar y halar suavemente el escroto, y el uso de los labios para asegurar contacto mínimo con los dientes. También ha sido recomendado como forma de juego sexual o sexo más seguro. Presenta un riesgo bajo de transmisión para muchas enfermedades, incluyendo VIH.
Expertos en sexo y relaciones tienen distintas definiciones sobre cómo se realiza el acto. Según el columnista Dan Savage, la persona cuyo escroto está siendo estimulado se conoce como "el teabagger" y quien da la estimulación es "el teabaggee": "Un teabagger mete el saco; un teabaggee recibe el saco metido." Algunos consideran que el acto es tan sencillo como una felación implicando el escroto. Otros consideran que la posición implica al hombre en cuclillas sobre su compañero reclinado, mientras se alzan y bajan repetidamente los testículos en la boca. Si las lamidas y el tocamiento son considerados teabagging o no, se ha debatido a veces en El Espectáculo de Stern del Howard.

## Ridículo social y acoso
El teabagging no siempre es llevado a cabo de manera consensual, como cuando está hecho a manera de broma, lo cual, en algunas jurisdicciones, es considerado legalmente como agresión sexual. Ha sido practicado durante novatadas o incidentes de acoso, con informes que incluyen grupos que sujetan a las víctimas, mientras el perpetrador "empujaba sus testículos en la cara [de la víctima]" o ponía la "entrepierna en su cabeza".
Imitar el acto al ponerse en cuclillas repetidamente sobre un enemigo caído se ha convertido en una mofa popular en juegos de disparos en primera persona multiplayer y juegos de plataforma, lo cual se hace para implicar dominación, humillación, o como chiste burlesco.  Aunque algunos jugadores pueden considerar el acto como una mala práctica deportiva, su uso se ha extendido en la cultura de los videojuegos.